# Robert und Trebor
Robert und Trebor ist ein Kinderbuch von Paul Maar aus dem Jahr 1985.

## Handlung
Das Buch erzählt von dem Jungen Robert, dessen Familie in eine neue Stadt umgezogen ist und der noch keinen Anschluss gefunden hat.
In seiner Langeweile entdeckt Robert im Tapetenmuster seines neuen Kinderzimmers einen Urwald und Augen. Er malt die Augen auf der Tapete aus und stellt fest, dass sein Schattenbild aus der Tapete tritt. Es ist ein Junge, der ihm total ähnelt und der auf den Namen Trebor (Robert rückwärts gelesen) hört.
Die beiden beschließen zu tauschen. Trebor macht jetzt Roberts Hausaufgaben und Robert geht dafür im Dschungel hinter der Tapete spazieren.
In der Schule wird Robert von dem Klassentyrannen Frank gedemütigt und er kann es nicht verstehen, warum die nette Simone mit dem dämlichen Frank befreundet ist. Zu Hause spielt Robert mit Trebor und richtet dabei ein Chaos in seinem Zimmer an. Da stellt er aber auch fest, dass seine Mutter Trebor gar nicht sehen kann. 
Am nächsten Tag wird Robert wieder von Frank drangsaliert und als ihm Simone zu Hilfe kommen will, nimmt ihr Frank den Seidenschal weg. Robert gelingt es, Simones Seidenschal an sich zu nehmen und er rennt damit nach Hause. Aber statt des erwarteten Danks klingelt sie zornig bei ihm und schimpft mit ihm, weil er ihren Schal weggenommen hat. Es ist nicht leicht, sie davon zu überzeugen, dass er ihn am nächsten Tag zurückgeben wollte.
Simone macht ihm jetzt auch klar, dass Frank nicht ihr Freund ist, sondern dass sie nur im selben Haus wohnt und deshalb mit ihm zusammen zur Schule geht. Simone besucht Robert zu Hause, sie unterhalten sich über seinen Freund Trebor, und Robert radiert die Augen auf der Tapete wieder weg.

## Ausgaben
- Paul Maar: Robert und Trebor. Oetinger-Verlag, Hamburg 2000, ISBN 3-7891-0571-6.